# Историја Енглеске у средњем веку
Историја Уједињеног Краљевства у средњем веку обухвата период прошлости Уједињеног Краљевства у средњем веку, тј. од 5. века наше ере до почетка новог века - у Уједињеном Краљевству, 1485. година. За крај средњег века у Енглеској краљевини узима се завршетак Рата ружа и долазак на власт династије Тјудор. 

## Рани средњи век

### Најезда Германа
У позно римско доба Британија је била изложена нападима са све четири стране света. Са запада и севера од келтских, а са југа и истока од германских племена. Германска племена која су насељавала Острво била су: Англи, Саси и Јити. Овамо су доспели током велике сеобе народа, потискивани од Хуна. Борбе енглеских домородаца против досељеника биле су узалудне, у њима је масовно страдало домородачко становништво. Нови становници острва делимично су се стопили са староседеоцима, а већим делом су их уништили или потиснули у неплодне планинске пределе. 
Освајајући Британска острва, Германи су уништавали и тековине римске културе. Градови су разорени и опустошени, од материјалне културе из римског времена остало је веома мало трагова, сем у рушевинама. Водовод и канализацију градови неће имати све до модерног доба, а парна купатила никада више. 
Планински урбанизам, каменом поплочане улице, свега тога неће бити у Британији у следећих хиљаду и више година. Чак је и латински језик ишчезао што нам говори да је римски утицај био површан.

### Англосаксонци
Дошавши на Острво, Англосаксонци су водили борбе за превласт. Били су организовани у братства и племена и заједнички су оснивали села. На челу племена стајао је краљ. Краљ је сматран најмудријим и најјачим чланом племена, био је сродник богова и по свему виши од осталих људи. Осим краља, англосаксонско друштво чинили су још и краљеви сродници, ратници које је краљ награђивао већим поседима приликом освајања нових територија, земљорадници који су били власници мањих поседа и робови. 
Један од највећих организатора цркве, папа Гргур I настојао је да нове становнике Британије преобрати у хришћанство. Зато је опремио црквено посланство на чело са светим Августином и 597. године послао их на обале полуострва Кента. Краљ Етелберт им је указао гостопримство и убрзо се покрстио. Одмах за њим, покрстила су се многа германска племена. Ипак, у првој генерацији тај чин је био само површан и састојао се од тога да међу остале своје богове додају и Исуса Христа. Потпуно покрштавање изведено је уз помоћ мисионара из Ирске и Шкотске. Средином 7. века сви Англосаксонци су били покрштени. Неки од првих енглеских мисионара, Гутлак, Катберт и Бид потичу из тог периода. 

## Борбе за превласт
Првих столећа средњег века политичка историја Британије била је испуњена међусобним борбама мањих краљевина за превласт. У седмом веку на чело избија краљевина Нортамбрија са седиштем у граду Јорку. У осмом веку, за време владавине краља Етелберта и Офе, краљевина Мерсија преузима вођство и својој власти потчињава готово цело Острво. Краљ Офа издао је прве писане законе и почео ковати новац. Својим рођацима је почео делити својим рођацима и на тај начин стварао класу феудалаца, носиоце новог поретка. После Офине смрти, вођство преузима краљевина Весекс.

## Викинзи
Два века после германских најезда над Британска острва надвили су се нови црни облаци у виду инвазије Скандинаваца. Први талас Викинга погодио је северну Енглеску 793. године, када су, према англосаксонској хроници, нормански пирати упали на "свето острво" Линдисфарн, побили калуђере и одвели их у ропство. Након тога су уследили учестали напади Скандинаваца који су трајали два и по века. 
Викинзи који су основали своје колоније дуж источних обала Енглеске убрзо су примили хришћанство и сродили се са Англосаксонцима. Стапању није било препрека јер су оба народа била германског порекла и говорила сличним језиком. Разуме се да стапање није ишло без борбе, и то врло жестоке. У деветом веку вођен је дуготрајни рат између Енглеза и дошљака из Скандинавије, све док Енглези, односно краљевина Весекс, није приморала Викинге да признају њихов власт. За овај успех, Енглези имају захвалити способном краљу и војсковођи Алфреду. Након тога, у Енглеској је завладало релативно мирно X столеће у коме су Алфредови наследници (Едвард Старији, Етелстан Сјајни, Едмунд Величанствени, Едред и Едгар Мирољубиви) ширили своју власт на уштрб својих суседа Скандинаваца. Тако је стварана јединствена краљевина Енглеска која ће постојати све до 18. века.

## Енглеска краљевина до 1066. године
За време владавине краља Етелреда Неспремног, Данци, под вођством Свена I Рашљобрадог, извршили су нову инвазију на краљевину и 1013. године заузели Лондон и покорили краљевину Енглеску. Краљ је морао да потражи уточиште у Нормандији. За новог краља Енглеске постављен је Свен који је убрзо умро. Њега је наследио син Кнут који је престо освојио у борби са Етелредовим сином Едмундом Гвозденим. Кнут је тако постао владар три краљевине: Данска, Норвешка и Енглеска. Кнута је наследио Хартакнут, који је због пијанства брзо умро. Наследио га је полубрат Едвард Исповедник који је вођење државе поверио великашу Годвину. Пошто Едвард није имао наследника, после његове смрти на престо је постављен Годвинов син Харолд. Уследиле су борбе између Харолда и великаша који су му оспоравали престо. Борба је била фатална за енглеску самосталност. Ослабљена држава била је лак плен за Вилијама Освајача.

## Норманска Енглеска
Вилијам Освајач био је војвода Нормандијски и један од претендената на енглески престо. Тврдио је да му је Едвард Исповедник обећао енглеску круну. Због тога је опремио флоту од преко шест стотина бродова и прешао Ламанш. Уследила је чувена битка код Хејстингса у којој је Харолд поражен. Након ове победе, Вилијам је преотео престо. Крунисан је у Вестминстерској цркви, на Божић 1066. године. 
Вилијам је био строг владар. Конфисковао је енглеску земљу и поделио је норманским великашима. Силом је увео ред и закон. Наредио је да се изврши попис свих вредности у својој краљевини. Сви подаци сакупљени су у књизи The Doomsday Book, која се данас чува у државном архиву у Лондону. 
После Вилијамове смрти редом су владала његова два сина. После смрти млађег сина који ноје имао мушког наследника настао је сукоб између његове ћерке Матилде и њеног брата од тетке, Стефана од Блоа. Великаши су се поделили у две партије. У земљи је владало безакоње. Из оваквог хаотичног стања Енглеску је спасло посредништво цркве која је успела да издејствује решење прихватљиво за обе стране. Договорено је да престо преузме Стефан од Блоа, а да га после смрти наследи Матилдин син Хенри Анжујски. Тако је на власт дошао млади Хенри, оснивач династије Плантагенета.

## Династија Плантагенета

### Хенри II
Оснивач династије Плантагенет, Хенри II, имао је двадесет и једну годину када је дошао на власт. Назив "Плантагенет" династија је добила по цвету из њиховог породичног грба. Петнаест владара династије Плантагенет владало је Енглеском све до краја средњег века 1485. године. Сам Хенри је био, несумњиво, један од најјачих енглеских средњовековних владара. Изградио је професионалну војску и тражио да му феудалци у новцу плаћају за одржавање војске уместо да доводе своје ратнике. Увео је и закон примогенитуре по коме, после очеве смрти, целокупно имање наслеђује најстарији син. Тиме је хтео спречити распарчавање имовине.
Хенри је извршио и реформу правосуђа оснивајући краљевске судове који су пресуђивали на основу утврђених чињеница. До тада се у Енглеској судило по обичајном праву, ослањајући се на Божји суд. Наиме, оптуженог би свезаног бацали у воду; ако би потонуо и удавио се значило би да је невин. Други начин био је да се окривљеном стави усијано гвожђе у шаку. Изгорелу руку превио би свештеник и уколико се после три дана рана загнојила, то је сматрано за Божји знак и значило је да је оптужени крив. Зацељена рана је значила да је оптужени невин. 
Хенри је дошао у сукоб са папом због тога што је хтео да реформише и црквене судове. Када су се папине присталице окренуле против Хенрија, он је кренуо у Кентербери и босоног, одевен само у кошуљу и груби огртач, прошао пешке раскаљаним улицама града све до катедрале. Тамо су га сакупљени свештеници бичевали по голим леђима. Случај је хтео да после покајања одмах прођу Хенријеве невоље. Шкоти су одбачени натраг у своју земљу, барони су се примирили, а Хенријеви синови су се покорили. Поред свега тога, крај Хенријеве владавине био је крунисан присаједињењем Ирске. Ипак, овај владар имао је несрећан крај. Два сина су му умрла, а преостала двојица су му радила о глави. Највећи ударац за старог и болесног краља био је сазнање да му најмлађи син, Џон, ради о глави. Хенри је умро у Француској. 

### Хенријеви наследници
По закону примогенитуре, Хенрија је наследио старији син Ричард I, чувени ратник и учесник у Трећем крсташком рату. Он је, због ратовања, често био одсутан из земље па га је замењивао брат Џон. Ратови које је водио коштали су доста, па су народу наметани велики порези за одржавање војске. Због тога су Ричард и његов брат Џон били омражени у народу. Стање у земљи најбоље је осликано у авантурама јунака енглеских народних песама, Робина Худа.
Ричард I је погинуо у малој опсади неког побуњеничког замка. Пошто није имао деце, наследио га је брат Џон који је наставио рат са француским краљем Филипом у коме је изгубио све територије у Француској сем Гаскоње и Поатјеа. Тако је стекао надимак "Џон Без Земље". Његову владавину карактерише и борба са домаћим великашима који су га натерали да потпише Велику повељу Слободе (Magna Carta Libertatum) 1215. године. Повеља је састављена са циљем да ограничи краљеву власт и прва је своје врсте. Повеља представља темељ парламентаризма и демократије. Џон умире следеће године, наслеђује га син Хенри III који се такође сукобљавао са великашима и био приморан да потпише Оксфордски статут по коме власт дели са парламентом. Реч "парламент" се тада по први пут појављује, изведена је од француске речи "parler" што значи говорити. Хенријев син и наследник, Едвард I, поучен искуствима оца и деде, поштовао је парламент. Увео је и многе реформе које се тичу државе и правосуђа. 
Унук Едварда I, Едвард III, био је један од најуспешнијих владара Плантагенета. За време његове владавине, Енглеска је економски напредовала. Напредовање је привремено зауставила епидемија куге, Црна смрт, која је потресала Европу средином 14. века. Водио је и ратове са Шкотском, али је најпознатији по томе што је покренуо Стогодишњи рат.

## Стогодишњи рат
Трговачки интереси двеју економски напредних земаља, ратоборност Едварда III и његова тежња за освајањем француског трона покренула је Стогодишњи рат. То је била серија конфликата који се углавном деле на четири фазе. Трајао је од 1337. до 1453. године, а борбе су се одвијале у Француској.
У првој фази коју је покренуо Едвард III, Енглези су, захваљујући победи у бици код Кресија освојили велике територије и стигли до града Кале. После дуге опсаде, Енглези су заузели град 3. августа 1347. године. Црна Смрт натерала је обе стране да прекину ратне операције. Рат је настављен 1356. године када је Едвардов син, Едвард Црни Принц, започео инвазију из Гаскоње и победио у бици код Поатјеа. Француски краљ, Жан II, склапа мир са Енглеском.
Другу фазу Стогодишњег рата започео је француски краљ Карло V Мудри. Енглези се у овој фази повлаче из Француске. Едвард Црни Принц умире 1376, а његов отац годину дана касније. На престо је дошао Едвардов млађи син Ричард II који је тада имао десет година. У Енглеској 1381. године избија сељачки рат што је спречава у даљем вођењу рата са Француском.
Рат је наставио енглески краљ Хенри V Ланкастер користећи грађански рат у Француској после обољења Карла VI Лудог. Енглези су извојевали велику победу у бици код Азенкура 1415. године након чега је Хенри наставио да осваја делове Француске. Француски великаши су принуђени на понижавајући мир у граду Троа 1420. године. Хенрију је обећано да ће наследити престо после смрти Карла Лудог. Међутим, и Хенри и Карло умиру непуне две године после мира у Троу. Хенри VI Ланкастер, који је тада имао осам месеци, постаје краљ Француске и Британије. 

### Јованка Орлеанка
Последњу фазу Стогодишњег рата покренула је 1428. године седамнаестогодишња девојчица Јованка Орлеанка. Први њен подвиг био је ослобађање Орлеана, а након тога је Енглезе поразила у још неколико битака и тако омогућила француском дофену Шарлу VII Победнику да поврати француски престо. Јованку Орлеанку су Енглези ухватили и спалили на ломачи 30. маја 1431. године у Руану. После Јованкине смрти, Французи су постепено протерали Енглезе из своје земље. Рат се наставио до 1453. године. када је закључен мир по коме су Енглези задржали само град Кале који је у њиховом власништву остао све до 1558. године као последње уточиште Енглеза на континенталном делу Европе.

## Рат ружа
Две године након завршетка Стогодишњег рата, у Енглеској почиње низ сукоба енглеских великаша, у историји познат под називом "Рат црвене и беле руже". Назив је добио по грбовима двеју супротстављених породица - Ланкастер (црквена ружа) и Јорк (бела ружа). Рат ружа карактеришу честе издаје и преласци са једне стране на другу. Борба јоркиста и ланкастероваца захватила је и енглески престо. Насилним путем смењивани су владари. Брат је брата убијао, стриц синовца. Чувен по насиљу био је Ричард III Јорк који је погубио своја два синовца, од којих је један био малолетни краљ Едвард V. 
Рат се завршио битком код Босворта 1485. Престо је преузео млади Хенри Тјудор, оснивач династије Тјудор која ће Енглеском владати до 1603. године. Крај Рата ружа и почетак владавине династије Тјудор узима се као крај средњег века у Енглеској краљевини. 